# Рабин
Рабин или рави (јевр./хебр. раби — „мој учитељ”) значи „научник” или „мудрац”, наиме — рукоположени тумач Талмуда. Израз је вероватно настао у Палестини почетком 1. века и примењиван је на сваку ону особу чије је познавање рабинске књижевности било довољно да јој омогући одлучивање о питањима јеврејског закона. Институција професионалног, плаћеног рабина настала је тек у позном средњем веку, када су рабини постављани за верске вође заједница и када се од њих очекивало да све своје време посвете активностима заједнице, што се углавном огледало у: одлучивању о свим питањима с подручја јеврејског закона, обављању судијске улоге у цивилним и кривичним случајевима, вођењу јешиве и надгледању разних верских установа, као што су ритуално клање, систем основне школе, ритуална купатила (Микве) итд. Све до 19. века, држање проповеди није представљало главну делатност рабина.
Статус рабина стицао се тек после дугогодишњег изучавања Талмуда и рабинских кодекса и полагања испита код рабина високо цењених по својој учености и побожности. У 19. веку, у западној Европи и у САД основани су рабински семинари и установе чија је специфична намена била обучавање рабина. Улога савременог рабина, који је обично дипломирао на универзитету и рабинском семинару, сасвим је другачија од улога рабина из времена пре 19. века, поготово код америчких Јевреја. Изузев у случају неких ортодоксних рабина, његова главна делатност више није делатност правног стручњака и судије. У његовом домену такође није да надгледа мрежу верских институција која обухвата целокупну заједницу. Уместо тога, он служи као духовни вођа верске заједнице или синагоге, и велики део његовог времена посвећен је вођењу службе и проповедању, образовању младих и одраслих, чинодејствовању при венчањима и сахранама, саветовању, међуверским делатностима, учествовању у добротворним организацијама заједнице итд.
Постављење рабина у ортодоксном јудаизму обавља јешива или, у неким случајевима, онај рабин који је, захваљујући својој учености, стекао право да поставља друге. У конзервативном јудаизму, то обавља семинар; неки конзервативни рабини настоје да добију и ортодоксно постављење. У реформистичком јудаизму, постављење врши призната теолошка школа. У свим тим огранцима постоје рабини које су поставиле теолошке школе из других земаља. Данас и велики број жена служе као рабини у реформистичким и реконструкционистичким конгрегацијама.
Међу различитим јеврејским деноминацијама постоје различити захтеви за рабинско рукоположење и разлике у мишљењу о томе ко је признат за рабина. На пример, само мањина ортодоксних јеврејских заједница прихвата рукоположење жена рабина. Не-ортодоксни покрети су изабрали да то учине из, како они сматрају, халахичних разлога (конзервативни јудаизам), као и етичких разлога (реформски и реконструкционистички јудаизам).

## Историјски преглед
Рабин није занимање које се налази у Хебрејској Библији, а древне генерације нису користиле сродне титуле као што су Рабан, Раби или Рав да би описали ни вавилонске мудраце, нити мудраце у Израелу. На пример, Хилел I и Шамај (религијске вође раног првог века) нису имали рабинске титуле уз њихова имена. Наслови „Рабан“ и „Рабин“ се први пут помињу у јеврејској литератури у Мишни. Рабан је први пут коришћен за рабина Гамалијела старијег, рабина Симеона његовог сина и рабина Јоханана бен Закаја, који су сви били патријарси или председници Синедриона у првом веку. Рани примаоци титуле рабина су рабин Задок и рабин Елиезер бен Јакоб, почевши од времена ученика рабина Јоханана бен Закаја. Наслов „рабин“ се појављује (у грчкој транслитерацији ραββι rhabbi) у књигама Матеја, Марка и Јована у Новом завету, где се користи у контексту „писара и фарисиса“, као и на Исуса. Према некима, титула „рабин“ или „рабан“ је први пут коришћена после 70. године, и односила се на Јоханана бен Закаја и његове ученике, а референце у рабинским текстовима и Новом завету на рабине раније у 1. веку су анахронизми или ретроактивне почасти. Други научници верују да је термин „рабин“ био добро позната неформална титула до почетка првог века, и стога јеврејска и хришћанска помињања рабина одражавају титуле које су се заправо користиле у овом периоду.
Владе израелског и јудејског краљевства биле су засноване на систему који је укључивао јеврејске краљеве, јеврејске пророке, законску власт високог суда у Јерусалиму, Велики Санхедрин и ритуалну власт свештенства. Чланови Санхедрина су морали да приме своје рукоположење (семиха) у непрекидној линији преношења од Мојсија, али уместо да се називају рабинима, називани су свештеницима или писарима, као Езра, који се у Библији назива „Езра, свештеник, писар, писар речи Божијих заповести и Његових одредаба Израелу.“ „Раби“ као титула се не појављује у Хебрејској Библији, иако га каснији рабински извори повремено користе као наслов за мудре библијске личности.
Са уништењем два Храма у Јерусалиму, крајем јеврејске монархије и опадањем двојних институција пророка и свештенства, фокус научног и духовног водства унутар јеврејског народа померио се на мудраце људи из Велике скупштине (Anshe Knesset HaGedolah). Ова скупштина је била састављена од најраније групе „рабина“ у модернијем смислу те речи, великим делом зато што су започели формулисање и објашњење онога што је постало познато као „усмени закон“ јудаизма (Torah SheBe'al Peh). Ово је на крају било кодирано и кодификовано унутар Мишне и Талмуда и касније рабинског учења, што је довело до онога што је познато као рабински јудаизам.

### Талмудски период
Од 1. до 5. века титула „Раби“ давана је оним мудрацима земље Израела који су примили формално рукоположење (семиха), док је мања титула „Рав“ давана мудраци који су предавали у вавилонским академијама, јер рукоположење није могло бити изведено ван земље Израела. (Међутим, друго мишљење држи да су „Раби“ и „Рав“ иста титула, која се различито изговара због варијација у дијалекту.) Шерира Гаон је сажела однос између ових титула на следећи начин: „Раби је већи од Рава, Рабан је већи од Рабија, нечије име је веће од Рабана“.

## Жене рабини
Уз неколико ретких изузетака, Јеврејке су историјски биле искључене из служења као рабини. Ово се променило током 1970-их, што се поклопило са променом у америчком друштву која је укључивала феминизам другог таласа, Колеџ-Јеврејски институт Хебрејске уније за религију је почео да заређује жене за рабине. Данас јеврејске жене служе као рабини у свим прогресивним гранама јудаизма, док су у православном јудаизму жене рабине спорна ствар, иако многе заједнице дозвољавају алтернативне свештеничке улоге за жене (види: Јоецет Халача). Различити модерни наслови су сковани за жене рабине, укључујући Раба (רבה), Рабанит (רבנית) и Махарат (מהר"ת).